# 虛除伊餘
虛除伊餘（?—?），前趙帝國叛亂政權領袖虛除權渠的兒子，曾經領兵攻打前來鎮壓的前趙將領游子遠，遭到偷襲而失敗，後投降，部眾被遷移至長安。